# カバイロクロガキ
カバイロクロガキ（学名: Diospyros decandra）は、カキノキ科の熱帯樹木である。ベトナムでは thị や thi muon、カンボジアでは phle chanと呼ばれている。ベトナム語名にはほかに quả thị というものもある。
ベトナムで人気のある果樹であり、現地では都市および寺院の近くで植樹されている。タイ王国のチャンタブリー県とナコーンパトム県の木である。
葉は、長楕円形である。その花は白色である。果実は中ぐらいのオレンジ大で、果皮は黄色であり、Gold Apple（金りんご）として知られている。強い香りがあり、薬用価値がある。果肉は柔らかく、チョコレートのような色である。心材は黄色である。